# Zick Rubin
Isaac Michael "Zick" Rubin (nascido em 1944) é um psicólogo social, advogado e autor americano. Ele é "amplamente creditado como o autor da primeira medição empírica do amor", por seu trabalho que distingue sentimentos de gosto de sentimentos de amor por meio das Escalas de Gostar e Amar de Rubin. A Science Progress declarou: "O maior avanço na pesquisa sobre o amor veio do trabalho psicométrico pioneiro de Zick Rubin."
Ele também publicou sobre divulgação para estranhos importantes. De acordo com o Cambridge Handbook of Personal Relationships, Rubin "conduziu estudos iniciais influentes sobre a reciprocidade de divulgação em ambientes naturalistas, como em salas de embarque de aeroportos e em pontos de ônibus". Seu trabalho também examinou o desenvolvimento da amizade entre crianças pequenas.

## Carreira
Rubin ganhou o Prêmio Sócio-Psicológico da Associação Americana para o Avanço da Ciência em 1969. Ele foi diretor do Boston Couples Study, descrito pela Encyclopedia of Human Relationships como “um estudo longitudinal pioneiro” que integrou múltiplos métodos de pesquisa à medida que acompanhava o desenvolvimento dos relacionamentos ao longo do tempo.

Rubin defendeu o trabalho financiado por impostos sobre o amor depois que o senador William Proxmire criticou o uso do financiamento da National Science Foundation em estudos sobre o amor em Harvard, na Universidade de Minnesota e na Universidade de Wisconsin. Em 1975, Proxmire nomeou a psicóloga Ellen Berscheid, da Universidade de Minnesota, como ganhadora de seu primeiro prêmio Golden Fleece por seu trabalho sobre o amor. Proxmire chamou-o de "uma tentativa fútil e inútil de explicar o impossível". Rubin defendeu seus colegas, dizendo que Proxmire estava "aproveitando o fato de que é fácil banalizar e sensacionalizar assuntos como esses".